# Landschaftsschutzgebiet Feuchtgrünland am Windsberg
Das Landschaftsschutzgebiet Feuchtgrünland am Windsberg mit 7,74 ha Größe liegt südöstlich von Rixen im Stadtgebiet von Brilon. Das Gebiet wurde 2008 mit dem Landschaftsplan Briloner Hochfläche durch den Hochsauerlandkreis als Landschaftsschutzgebiet (LSG) ausgewiesen. Das LSG liegt nördlich des Windsbergs und besteht aus zwei Teilflächen. Es wird durch einen Grünlandbereich des Landschaftsschutzgebiets Offenlandkomplex Rixen / Scharfenberg geteilt. Westlich liegt das Naturschutzgebiet Talsystem der Glenne.

## Beschreibung
Es handelt sich um Grünlandbereiche im Ostrand von schwach eingesenkten Talmulden in zwei namenlosen kleinen Nebentälern des Baches Glenne.

## Schutzzweck
Die Ausweisung erfolgte zur Erhaltung, Ergänzung und Optimierung eines Grünlandbiotop-Verbundsystems, insbesondere mit den Naturschutzgebiets-Ausweisungen im Grünland. Dadurch sollen Tiere und Pflanzen Wanderungs- und Ausbreitungsmöglichkeiten behalten. Wie die anderen Landschaftsschutzgebiete vom Typ C dient auch diese Ausweisung als Pufferzone für angrenzende Naturschutzgebiete.

## Rechtlicher Rahmen
Das Landschaftsschutzgebiet Feuchtgrünland am Windsberg wurde als Landschaftsschutzgebiet vom Typ C, Wiesentäler und bedeutsames Extensivgrünland, ausgewiesen. In den Landschaftsschutzgebieten vom Typ C des Landschaftsplangebietes sind Erstaufforstungen und auch die Neuanlage von Weihnachtsbaumkulturen, Schmuckreisig- und Baumschulkulturen verboten. Ferner besteht ein Umwandlungsverbot von Grünland und Grünlandbrachen in Acker oder andere Nutzungsformen. Eine maximal zweijährige Ackernutzung innerhalb von zwölf Jahren ist erlaubt, falls damit die Erneuerung der Grasnarbe vorbereitet wird. Dies gilt als erweiterter Pflegeumbruch. Dabei muss ein Mindestabstand von 5 m vom Mittelwasserbett eingehalten werden. Für den Anbau von nachwachsenden Rohstoffen ist eine Befreiung vom Verbot des Grünlandumbruchs im Rahmen einer Einzelfallprüfung möglich.